# 長野県道54号須坂中野線

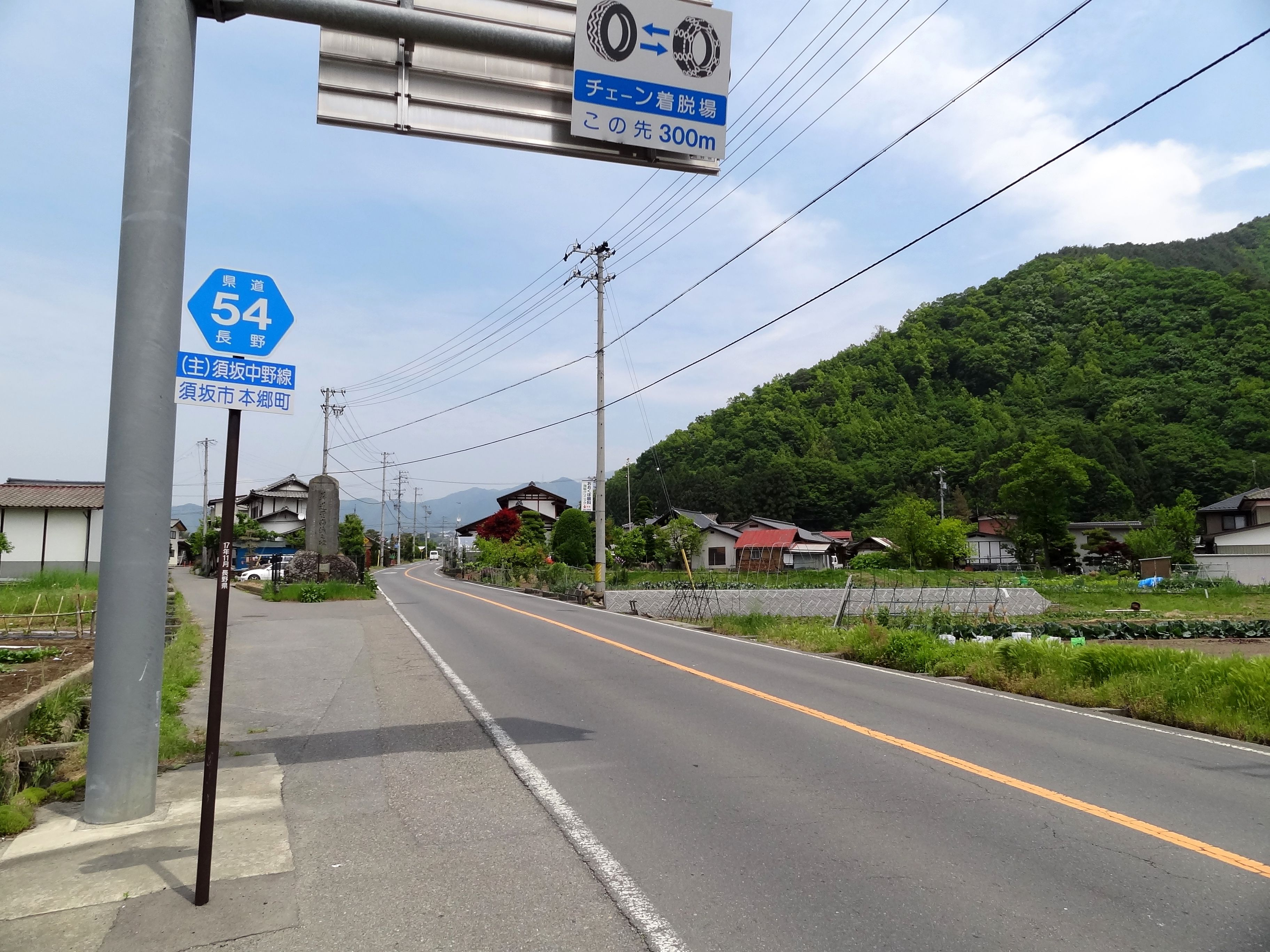
須坂市大字日滝付近

長野県道54号須坂中野線（ながのけんどう54ごう すざかなかのせん）は、長野県須坂市から上高井郡高山村を経て中野市に至る道路（県道・主要地方道）である。

## 概要
須坂市と中野市を高山村経由で結ぶ路線であるが、途中の間山峠が不通となっているため、須坂・中野間の交通は国道403号が担っている。不通区間を境に南側の区間では、須坂市から高山村の山田温泉などへのメインルートとなっている。一方北側の区間では、中野市街地から間山温泉ぽんぽこの湯方面へのアクセス道路として機能している。

### 路線データ
- 起点：須坂市大字須坂（上中町交差点 = 国道406号交点）
- 終点：中野市大字一本木（一本木・栗和田交差点 = 国道403号交点）

## 沿革
- 1954年（昭和29年）11月1日：高井中野線の認定。
- 1970年（昭和45年）10月29日：大前須坂線の認定。
- 1982年（昭和57年）4月1日：大前須坂線の一部、高井中野線を主要地方道須坂中野線へ指定[1]。
- 1982年（昭和57年）9月13日：須坂中野線の認定。

## 不通区間
- 高山村大字中山字横道・字三郷地籍境界・中野市間山間
  - 間山峠

## 重複区間
- 長野県道112号大前須坂線（須坂市春木町南交差点・高山村高井荒井原付近間）

## 通過する自治体
- 須坂市
- 上高井郡高山村
- 中野市

## 交差・接続する道路

### 須坂市
- 上中町交差点（起点）
  - 国道406号（本町通り）
- 春木町南交差点（須坂）
  - 長野県道344号須坂停車場線（駅前本通り）
  - 長野県道112号大前須坂線（本町通り） - ※重複区間ここから
- 本郷交差点（日滝）
  - 須高広域農道（北信濃くだもの街道）

### 高山村
- （高井荒井原付近）
  - 長野県道112号大前須坂線 - ※重複区間ここまで
- （高井付近）
  - 長野県道499号相之島高山線
- （中山付近）
  - 長野県道66号豊野南志賀公園線

### 中野市
- 一本木・栗和田交差点（終点）
  - 国道403号

## 橋梁
- 沖渡橋（松川）

## 周辺施設
- 須坂温泉
- 高山村役場
- 間山温泉ぽんぽこの湯
- 中山晋平記念館